# 2006–2010 közötti magyar országgyűlési képviselők listája
Az alábbi lista a 2006 és 2010 közötti országgyűlési ciklus képviselőit listázza frakcióhovatartozás szerint.

## Elnökség
Az Országgyűlés elnöke:
- Szili Katalin, MSZP (2009. szeptember 14-éig)
- Katona Béla, MSZP (2009. szeptember 14-étől)

Az Országgyűlés alelnökei:
- Áder János, Fidesz (2009. július 13-áig)
- Pelczné Gáll Ildikó, Fidesz (2009. július 14-étől)
- Harrach Péter, KDNP
- Lezsák Sándor, Fidesz
- Mandur László, MSZP
- Világosi Gábor, SZDSZ

## Frakcióvezetők
- MSZP: Lendvai Ildikó (2009. április 20-áig), Mesterházy Attila (2009. április 21-től)
- Fidesz: Navracsics Tibor
- KDNP: Semjén Zsolt
- SZDSZ: Kuncze Gábor (2007. április 13-áig), Eörsi Mátyás (2007. december 5-éig), Kóka János
- MDF: Herényi Károly (2009. március 20-áig)

## Képviselők

### MSZP
- Alexa György (Budapest 25. vk.)
- Alföldi Albert (Bács-Kiskun megyei területi lista)
- Arató Gergely (Budapest 14. vk.)
- Avarkeszi Dezső (Budapest 31. vk.)
- Baja Ferenc (Országos lista)
- Bakonyi Tibor (Budapesti területi lista)[1]
- Balogh József (Győr-Moson-Sopron megye 3. vk.)
- Balogh László (Bács-Kiskun megyei területi lista)
- Barabásné Czövek Ágnes (Heves megyei területi lista)
- Bárándy Gergely (Budapesti területi lista)
- Baráth Etele (Budapest 21. vk.)
- Bedő Tamás (Csongrád megyei területi lista)
- Bókay Endre (Baranya megye 1. vk.)
- Boldvai László (Nógrád megye 1. vk.)
- Borenszki Ervin (Nógrád megyei területi lista)
- Bóth János (Pest megye 2. vk.)
- Botka Lajosné (Jász-Nagykun-Szolnok megye 3. vk.)
- Botka László (Csongrád megye 3. vk.)
- Burány Sándor (Budapest 28. vk.)
- Buzás Péter (Csongrád megye 7. vk.)
- Csákabonyi Balázs (Országos lista)
- Csiha Judit (Budapest 22. vk.)
- Csizmár Gábor (Budapest 5. vk.)
- Csontos János (Hajdú-Bihar megye 6. vk.)
- Czinege Imre (Pest megye 15. vk.)
- Deák Istvánné (Veszprém megye 5. vk.)
- Demendi László (Szabolcs-Szatmár-Bereg megye 4. vk.)
- Dér Zsuzsanna (Fejér megyei területi lista)
- Donáth László (Budapest 4. vk.)
- Ecsődi László (Fejér megye 4. vk.)
- Érsek Zsolt (Heves megye 4. vk.)
- Faragó Péter (Borsod-Abaúj-Zemplén megye 6. vk.)
- Farkas Imre (Jász-Nagykun-Szolnok megye 5. vk.)
- Fedor Vilmos (Borsod-Abaúj-Zemplén megye 1. vk.)
- Fetser János (Békés megye 6. vk.)
- Filló Pál (Budapest 9. vk.)
- Fogarasiné Deák Valéria (Pest megye 4. vk.)
- Földesi Zoltán (Békés megyei területi lista)
- Frankné Kovács Szilvia (Tolna megyei területi lista)
- Gál Zoltán (Pest megye 7. vk.)
- Gál J. Zoltán (Országos lista)
- Garai István Levente (Bács-Kiskun megye 5. vk.)
- Gazda László (Szabolcs-Szatmár-Bereg megye 5. vk.)
- Géczi József Alajos (Csongrád megyei területi lista)
- Gedei József (Jász-Nagykun-Szolnok megye 1. vk.)
- Godó Lajos (Heves megye 5. vk.)
- Gőgös Zoltán (Veszprém megyei területi lista)
- Göndör István (Zala megye 2. vk.)
- Gúr Nándor (Borsod-Abaúj-Zemplén megye 8. vk.)
- Gyárfás Ildikó (Borsod-Abaúj-Zemplén megye 7. vk.)
- Gyula Ferencné (Hajdú-Bihar 5. vk.)
- Gyurcsány Ferenc (Országos lista)
- Hagyó Miklós (Budapesti területi lista)
- Hajdu Attila (Hajdú-Bihar megyei területi lista)
- Hajdu László (Budapest 23. vk.)
- Halmai Gáborné (Tolna megyei területi lista)
- Hárs Gábor (Budapest 11. vk.)
- Havas Szófia (Budapesti területi lista)[2]
- Herbály Imre (Jász-Nagykun-Szolnok megye 7. vk.)
- Hiller István (Budapest 29. vk.)
- Horn Gyula (Országos lista)
- Horváth Csaba (Budapesti területi lista)
- Horváth Klára (Komárom-Esztergom megyei területi lista)
- Hunvald György (Budapesti területi lista)[3]
- Ipkovich György (Vas megyei területi lista)
- Iváncsik Imre (Jász-Nagykun-Szolnok megye 4. vk.)
- Jánosi György (Pest megye 8. vk.)
- Jauernik István (Jász-Nagykun-Szolnok megyei területi lista)
- Józsa István (Budapest 17. vk.)
- Juhász Ferenc (Szabolcs-Szatmár-Bereg megye 3. vk.)
- Juhász Gábor (Nógrád megye 2. vk.)
- Juhászné Lévai Katalin (Hajdú-Bihar megyei területi lista)
- Káli Sándor (Borsod-Abaúj-Zemplén megye 3. vk.)
- Kálmán András (Fejér megye 3. vk.)
- Kapolyi László (Országos lista)
- Kárpáti Tibor (Szabolcs-Szatmár-Bereg megyei területi lista)
- Karsai József (Békés megye 7. vk.)
- Katanics Sándor (Veszprém megyei területi lista)
- Katona Béla (Országos lista)
- Kékesi Tibor (Budapest 8. vk.)
- Keleti György (Komárom-Esztergom megye 3. vk.)
- Keller László (Pest megye 9. vk.)
- Kis Péter László (Jász-Nagykun-Szolnok megyei területi lista)
- Kiss Ferenc (Zala megyei területi lista)
- Kiss Péter (Budapest 6. vk.)
- Kocsi László (Baranya megye 6. vk.)
- Kolber István (Somogy megye 2. vk.)
- Kormos Dénes (Borsod-Abaúj-Zemplén megyei területi lista)
- Korózs Lajos (Heves megye 6. vk.)
- Koscsó Lajos (Borsod-Abaúj-Zemplén megyei területi lista)
- Kovács Tibor (Borsod-Abaúj-Zemplén megye 12. vk.)
- Kozma József (Csongrád megyei területi lista)
- Kőhegyi István (Baranya megyei területi lista)[4]
- Kökény Mihály (Budapesti területi lista)
- Kránitz László (Országos lista)
- Laboda Gábor (Pest megyei területi lista)
- Lamperth Mónika (Somogy megye 1. vk.)
- Legény Zsolt (Szabolcs-Szatmár-Bereg megyei területi lista)
- Lénárt László (Budapesti területi lista)
- Lendvai Ildikó (Budapest 32. vk.)
- Lombos István (Nógrád megyei területi lista)
- Lukács Zoltán (Komárom-Esztergom megyei területi lista)
- Magda Sándor (Heves megye 3. vk.)
- Mandur László (Országos lista)
- Márfai Péter (Bács-Kiskun megyei területi lista)
- Mécs Imre (Országos lista)
- Mester László (Budapest 27. vk.)
- Mesterházy Attila (Országos lista)
- Mohácsi József (Zala megyei területi lista)
- Molnár Albert (Fejér megyei területi lista)
- Molnár Csaba (Győr-Moson-Sopron megyei területi lista)
- Molnár Gyula (Budapest 16. vk.)
- Molnár László (Békés megye 1. vk.)
- Molnár Zsolt (Budapesti területi lista)
- Nagy Imre (Heves megye 1. vk.)
- Nagy Jenő (Veszprém megyei területi lista)
- Nagy László (Békés megyei területi lista)
- Németh Erzsébet, Gy. (Budapesti területi lista)
- Nyakó István (Borsod-Abaúj-Zemplén megyei területi lista)
- Nyul István (Baranya megyei területi lista)
- Oláh Lajos (Hajdú-Bihar megyei területi lista)
- Orosz Sándor (Budapest 3. vk.)
- Paizs József (Baranya megye 7. vk.)[5]
- Pál Béla (Veszprém megye 7. vk.)
- Pál Tibor (Budapest 13. vk.)
- Papp József (Győr-Moson-Sopron megyei területi lista)
- Páva Zoltán (Baranya megye 4. vk.)
- Perjési Klára (Békés megye 2. vk.)
- Podolák György (Budapest 30. vk.)
- Puch László (Országos lista)
- Rába László (Vas megyei területi lista)
- Rákóczy Attila (Somogy megyei területi lista)
- Rónavölgyi Endréné (Borsod-Abaúj-Zemplén megyei területi lista)
- Rózsa Endre (Jász-Nagykun-Szolnok megye 6. vk.)
- Sándor István (Pest megyei területi lista)
- Schiffer János (Budapesti területi lista)[6]
- Schvarcz Tibor (Komárom-Esztergom megye 1. vk.)
- Schwartz Béla (Veszprém megye 1. vk.)
- Simon Gábor (Borsod-Abaúj-Zemplén megye 2. vk.)
- Simon Gábor (Budapest 26. vk.)
- Sós Tamás (Heves megye 2. vk.)
- Steiner Pál (Budapesti területi lista)
- Suchman Tamás (Somogy megyei területi lista)
- Szabadkai Tamás (Fejér megyei területi lista)[7]
- Szabados Ákos (Budapesti területi lista)[8]
- Szabados József (Szabolcs-Szatmár-Bereg megyei területi lista)
- Szabó Éva (Szabolcs-Szatmár-Bereg megyei területi lista)
- Szabó György (Borsod-Abaúj-Zemplén megye 11. vk.)
- Szabó Gyula (Heves megyei területi lista)
- Szabó Imre (Pest megyei területi lista)
- Szabó Lajos (Országos lista)
- Szabó Vilmos (Budapesti területi lista)
- Szabó Zoltán (Budapest 10. vk.)
- Szabóné Müller Tímea (Pest megyei területi lista)
- Szakács László (Baranya megyei területi lista)
- Szántó János (Fejér megyei területi lista)[9]
- Szanyi Tibor (Budapest 19. vk.)
- Szekeres Imre (Jász-Nagykun-Szolnok megye 2. vk.)
- Szép Béla (Szabolcs-Szatmár-Bereg megye 7. vk.)
- Szili Katalin (Baranya megye 2. vk.)
- Szirbik Imre (Csongrád megye 5. vk.)
- Szűcs Erika (Országos lista)
- Tasnádi Péter (Baranya megyei területi lista)[10]
- Tatai-Tóth András (Komárom-Esztergom megye 2. vk.)
- Teleki László (Országos lista)[11]
- Tittmann János (Komárom-Esztergom megye 5. vk.)
- Tóbiás József (Pest megyei területi lista)
- Toller László (Baranya megye 3. vk.)[12]
- Tompa Sándor (Borsod-Abaúj-Zemplén megye 4. vk.)
- Tóth András (Pest megye 3. vk.)
- Tóth Bertalan (Baranya megyei területi lista)[13]
- Tóth Gyula (Tolna megye 4. vk.)
- Tóth István (Borsod-Abaúj-Zemplén megye 5. vk.)
- Tóth József (Hajdú-Bihar megye 8. vk.)
- Tóth József (Budapest 20. vk.)
- Tóth Károly (Országos lista)
- Tóth Tiborné (Győr-Moson-Sopron megye 4. vk.)
- Török Zsolt (Heves megyei területi lista)
- Tukacs István (Szabolcs-Szatmár-Bereg megye 2. vk.)
- Ujhelyi István (Csongrád megye 1. vk.)
- Vadai Ágnes (Jász-Nagykun-Szolnok megyei területi lista)
- Varga László (Borsod-Abaúj-Zemplén megyei területi lista)
- Varga Zoltán (Békés megyei területi lista)
- Varju László (Pest megyei területi lista)
- Vastagh Pál (Országos lista)[14]
- Vécsi István (Borsod-Abaúj-Zemplén megyei területi lista)
- Végh Tibor (Pest megye 13. vk.)
- Velez Árpád (Budapesti területi lista)[15]
- Veres János (Szabolcs-Szatmár-Bereg megye 6. vk.)
- Veress József (Békés megye 4. vk.)
- Vidorné Szabó Györgyi (Budapest 24. vk.)
- Vitányi Iván (Budapesti területi lista)
- Vojnik Mária (Szabolcs-Szatmár-Bereg megye 1. vk.)
- Warvasovszky Tihamér (Fejér megye 1. vk.)
- Wiener György (Országos lista)
- Winkfein Csaba (Komárom-Esztergom megyei területi lista)
- Zatykó János (Komárom-Esztergom megye 4. vk.)

### Fidesz
- Áder János (Győr-Moson-Sopron megye 5. vk.)[16]
- Ágh Péter (Országos lista)
- Ángyán József (Pest megyei területi lista)
- Arnóth Sándor (Hajdú-Bihar megyei területi lista)[17]
- Aszódi Pál (Baranya megyei területi lista)[18]
- Babák Mihály (Békés megyei területi lista)
- Bácskai János (Budapest 12. vk.)[19]
- Bagi Béla (Bács-Kiskun megyei területi lista)
- Balla György (Zala megyei területi lista)
- Balla Mihály (Nógrád megye 4. vk.)
- Balog Zoltán (Országos lista)
- Balogh József (Bács-Kiskun megye 4. vk.)
- Balsai István (Budapest 2. vk.)
- Bánki Erik (Baranya megyei területi lista)
- Bányai Gábor (Bács-Kiskun megye 10. vk.)
- Bebes István (Vas megyei területi lista)
- Becsó Zsolt (Nógrád megyei területi lista)
- Bencsik János (Komárom-Esztergom megyei területi lista)
- Bernáth Ildikó (Veszprém megyei területi lista)
- Bíró Ildikó (Budapesti területi lista)
- Bodó Imre (Csongrád megyei területi lista)[20]
- Bóka István (Veszprém megye 2. vk.)
- Borsos József (Zala megyei területi lista)
- Braun Márton (Tolna megye 1. vk.)
- Csampa Zsolt (Országos lista)
- Cseresnyés Péter (Zala megyei területi lista)
- Cser-Palkovics András (Fejér megyei területi lista)
- Czerván György (Pest megye 6. vk.)
- Czira Szabolcs (Pest megye 16. vk.)
- Czomba Sándor (Szabolcs-Szatmár-Bereg megye 8. vk.)
- Dancsó József (Békés megyei területi lista)
- Demeter Ervin (Heves megyei területi lista)
- Deutsch(-Für) Tamás (Országos lista)[16]
- Domokos László (Békés megye 5. vk.)
- Dorkota Lajos (Fejér megyei területi lista)
- Ékes Ilona (Országos lista)
- Ékes József (Országos lista)
- Erdős Norbert (Békés megye 2. vk.)
- Farkas Flórián (Országos lista)
- Farkas Sándor (Csongrád megyei területi lista)
- Fazekas Sándor (Jász-Nagykun-Szolnok megyei területi lista)
- Fehérvári Tamás (Tolna megyei területi lista)
- Fónagy János (Budapesti területi lista)
- Font Sándor (Bács-Kiskun megye 6. vk.)
- Fülöp István (Szabolcs-Szatmár-Bereg megye 9. vk.)
- Gógl Árpád (Fejér megye 2. vk.)
- Gruber Attila (Somogy megye 3. vk.)
- Gulyás Dénes (Pest megye 10. vk.)
- Gyimesi Endre (Zala megye 1. vk.)
- Gyopáros Alpár (Győr-Moson-Sopron megye 5. vk.)[21]
- Hadházy Sándor (Pest megye 11. vk.)
- Halász János (Hajdú-Bihar megye 2. vk.)
- Heintz Tamás (Somogy megyei területi lista)
- Hende Csaba (Vas megye 2. vk.)
- Hirt Ferenc (Tolna megye 5. vk.)
- Hoppál Péter (Baranya megyei területi lista)[22]
- Horváth Balázs (Veszprém megye 6. vk.)[23]
- Horváth István (Tolna megyei területi lista)
- Horváth János (Országos lista)
- Horváth Zsolt (Bács-Kiskun megye 2. vk.)
- Horváth Zsolt (Veszprém megye 6. vk.)[24]
- Hörcsik Richárd (Borsod-Abaúj-Zemplén megye 10. vk.)
- Iván László (Országos lista)
- Ivanics Ferenc (Győr-Moson-Sopron megye 6. vk.)
- Jakab István (Szabolcs-Szatmár-Bereg megyei területi lista)
- Járvás István (Jász-Nagykun-Szolnok megyei területi lista)
- Kékkői Zoltán (Baranya megyei területi lista)
- Kelemen András (Fejér megye 7. vk.)
- Kerényi János (Bács-Kiskun megyei területi lista)
- Kispál Ferenc (Csongrád megyei területi lista)[25]
- Kiss Attila (Hajdú-Bihar megye 9. vk.)
- Kontrát Károly (Országos lista)
- Kontur Pál (Országos lista)
- Kósa Lajos (Hajdú-Bihar megye 3. vk.)
- Koszorús László (Országos lista)
- Kovács Ferenc (Vas megye 4. vk.)
- Kovács Zoltán (Veszprém megye 3. vk.)
- Kövér László (Veszprém megyei területi lista)
- Kubatov Gábor (Budapesti területi lista)
- Kupper András (Budapesti területi lista)
- László Tamás (Országos lista)
- Lasztovicza Jenő (Veszprém megye 4. vk.)
- Lázár János (Csongrád megye 6. vk.)
- Lezsák Sándor (Bács-Kiskun megye 3. vk.)
- Mádi László (Szabolcs-Szatmár-Bereg megyei területi lista)
- Manninger Jenő (Zala megye 3. vk.)
- Márton Attila (Hajdú-Bihar megye 7. vk.)
- Matolcsy György (Bács-Kiskun megyei területi lista)
- Mátrai Márta (Somogy megyei területi lista)
- Meggyes Tamás (Komárom-Esztergom megyei területi lista)
- Mikola István (Fejér megyei területi lista)
- Molnár Ágnes (Győr-Moson-Sopron megyei területi lista)
- Molnár Oszkár (Borsod-Abaúj-Zemplén megyei területi lista)
- Nagy Gábor Tamás (Budapest 1. vk.)
- Nagy István (Országos lista)
- Nagy Sándor (Csongrád megyei területi lista)
- Navracsics Tibor (Veszprém megyei területi lista)
- Németh Szilárd (Országos lista)[26]
- Németh Zsolt (Budapesti területi lista)
- Németh Zsolt, V. (Vas megye 5. vk.)
- Nógrádi Zoltán (Országos lista)
- Nyitrai Zsolt (Heves megyei területi lista)
- Nyitray András (Bács-Kiskun megye 1. vk.)
- Ódor Ferenc (Borsod-Abaúj-Zemplén megye 9. vk.)
- Orbán Viktor (Pest megyei területi lista)
- Örvendi László (Hajdú-Bihar megyei területi lista)
- Pálinkás József (Hajdú-Bihar megyei területi lista)[27]
- Pánczél Károly (Pest megyei területi lista)
- Pelczné Gáll Ildikó (Borsod-Abaúj-Zemplén megyei területi lista)
- Pesti Imre (Budapesti területi lista)
- Pokorni Zoltán (Budapest 18. vk.)
- Pósán László (Hajdú-Bihar megye 1. vk.)
- Potápi Árpád (Tolna megye 3. vk.)
- Püski András (Országos lista)
- Rácz István (Nógrád megyei területi lista)
- Rácz Róbert (Hajdú-Bihar megyei területi lista)
- Répássy Róbert (Borsod-Abaúj-Zemplén megyei területi lista)
- Révész Máriusz (Országos lista)
- Rogán Antal (Budapesti területi lista)
- Schmidt Ferenc (Fejér megye 5. vk.)
- Selmeczi Gabriella (Pest megyei területi lista)
- Simon Miklós (Szabolcs-Szatmár-Bereg megyei területi lista)
- Spiák Ibolya (Országos lista)
- Szabó Erika (Bács-Kiskun megye 8. vk.)
- Szakács Imre (Győr-Moson-Sopron megye 2. vk.)
- Szalay Ferenc (Jász-Nagykun-Szolnok megyei területi lista)
- Szatmáry Kristóf (Budapesti területi lista)
- Szijjártó Péter (Győr-Moson-Sopron megyei területi lista)
- Szűcs Lajos (Pest megye 14. vk.)
- Tállai András (Borsod-Abaúj-Zemplén megye 13. vk.)
- Tasó László (Hajdú-Bihar megye 4. vk.)
- Tellér Gyula (Országos lista)
- Tiba István (Hajdú-Bihar megyei területi lista)[28]
- Tilki Attila (Szabolcs-Szatmár-Bereg megye 10. vk.)
- Tóth Ferenc (Tolna megye 2. vk.)
- Tóth Gábor (Pest megye 5. vk.)
- Turi-Kovács Béla (Országos lista)
- Varga József (Országos lista)
- Varga Mihály (Jász-Nagykun-Szolnok megye 8. vk.)
- Vígh Ilona (Békés megyei területi lista)
- Vigh László (Zala megye 5. vk.)
- Vitányi István (Hajdú-Bihar megyei területi lista)
- Wittner Mária (Országos lista)
- Zombor Gábor (Bács-Kiskun megyei területi lista)
- Zsigó Róbert (Bács-Kiskun megye 9. vk.)

### KDNP
A 2006-os országgyűlési választáson a Fidesszel közösen indult.
- Básthy Tamás (Vas megye 3. vk.)
- Deák András (Budapest 15. vk.)[29]
- Firtl Mátyás (Győr-Moson-Sopron megye 7. vk.)
- Hargitai János (Baranya megye 5. vk.)
- Harrach Péter (Pest megye 1. vk.)
- Hoffmann Rózsa (Országos lista)
- Karvalics Ottó (Somogy megyei területi lista)[30]
- Kuzma László (Somogy megyei területi lista)[31]
- Lanczendorfer Erzsébet (Győr-Moson-Sopron megyei területi lista)
- Latorcai János (Országos lista)
- Lukács Tamás (Országos lista)
- Medgyasszay László (Győr-Moson-Sopron megye 1. vk.)
- Molnár Béla (Budapesti területi lista)
- Móring József Attila (Somogy megye 4. vk.)
- Nagy Andor (Nógrád megye 3. vk.)
- Nagy Kálmán (Borsod-Abaúj-Zemplén megyei területi lista)
- Nógrádi László (Zala megye 4. vk.)
- Puskás Tivadar (Vas megyei területi lista)
- Rétvári Bence (Budapest 15. vk.)[32]
- Rubovszky György (Országos lista)
- Salamon László (Pest megyei területi lista)
- Semjén Zsolt (Bács-Kiskun megye 7. vk.)
- Simicskó István (Budapesti területi lista)
- Soltész Miklós (Pest megyei területi lista)
- Szászfalvi László (Somogy megye 5. vk.)

### SZDSZ
- Béki Gabriella (Országos lista)
- Bőhm András (Budapesti területi lista)
- Demszky Gábor (Budapesti területi lista)[33]
- Eörsi Mátyás (Országos lista)
- Fodor Gábor (Országos lista)[34]
- Geberle Erzsébet (Budapesti területi lista)[35]
- Gegesy Ferenc (Budapest 12. vk.)[36]
- Gusztos Péter (Országos lista)
- Hankó Faragó Miklós (Vas megye 1. vk.)
- Horn Gábor (Országos lista)
- Ikvai-Szabó Imre (Országos lista)[37]
- Kis Zoltán (Országos lista)[38]
- Kóka János (Országos lista)
- Kovács Kálmán (Országos lista)
- Kuncze Gábor (Pest megye 12. vk.)
- Lakos Imre (Budapesti területi lista)
- Magyar Bálint (Országos lista)
- Molnár Lajos (Országos lista)
- Pető Iván (Budapest 7. vk.)
- Sándor Klára (Csongrád megye 2. vk.)
- Velkey Gábor (Országos lista)[39]
- Világosi Gábor (Országos lista)

### MDF
2009. március 20-án felbomlott, független képviselők lettek.
- Boross Péter (Pest megyei területi lista)[40]
- Csapody Miklós (Országos lista)
- Dávid Ibolya (Országos lista)
- Dragon Pál (Pest megyei területi lista)[41]
- Herényi Károly (Országos lista)
- Karsai Péter (Országos lista)
- Lengyel Zoltán (Fejér megye 6. vk.)[42]

### Független
- Almássy Kornél (Országos lista)[43]
- Csáky András (Országos lista)[44]
- Császár Antal (Országos lista)[45]
- Gulyás József (Pest megyei területi lista)[46]
- Hock Zoltán (Országos lista)[47]
- Katona Kálmán (Budapesti területi lista)[47]
- Gyenesei István (Somogy megye 6. vk.)
- Tóth András (Szabolcs-Szatmár-Bereg megyei területi lista)[48]
- Pettkó András (Országos lista)[47]
- Vas János (Országos lista)[49]